# Ladislav Almási
Ladislav Almási (* 6. března 1999 Bratislava) je slovenský profesionální fotbalista, který hraje na pozici útočníka za slovenský klub FC DAC 1904 Dunajská Streda, kde je na hostování z Baníku Ostrava. Mezi lety 2021 a 2022 odehrál také 9 utkání v dresu slovenské reprezentace.

## Klubová kariéra
Almási debutoval ve slovenské Fortuna lize za Senicu 1. března 2016 proti ViOnu Zlaté Moravce. V domovské zemi hrál pak za Dunajskou Stredu, Šamorín a Petržalku, v lednu 2020 pak odešel do Ružomberku, za který během 14 zápasů nastřílel šest gólů a na tři přihrál.
Dne 20. ledna 2021 odešel na půlroční hostování s opcí do ruského prvoligového klubu RFK Achmat Groznyj.
V létě 2021 se Almási stal první letní posilou Baníku Ostrava. V novém působišti podepsal vysoký útočník čtyřletou smlouvu. 14. září Almási skóroval při výhře 2:1 nad Teplicemi a o dva týdny později rozhodl o vítězství s Bohemians. Za své výkony byl odměněn výhrou v anketě pro nejlepšího hráče měsíce září v první lize. V prosinci dvěma góly otočil průběh utkání proti pražské Slavii a pomohl k zisku bodu za remízu 3:3. Dvě branky Almási vstřelil také 12. února v utkání proti Teplicím a 7. května 2022 do sítě Hradce Králové. Ve své první sezóně v české nejvyšší soutěži patřil k nejdůležitějším hráčům Baníku, který ročník zakončil na páté příčce. Ve 32 ligových zápasech vstřelil 16 branek a byl třetím nejlepším ligovým střelcem. Svými výkony v průběhu sezóny si řekl i o nominaci do slovenské reprezentace.
Začátek sezóny 2022/23 Almási vynechal kvůli poranění kotníku, na hřiště se dostal až v září. Svůj první gól po návratu vstřelil 16. října do sítě Slovácka, střelecky se prosadil i v následujících dvou ligových zápasech proti Mladé Boleslavi a Slavii Praha. 12. listopadu vstřelil dvě branky při výhře 4:1 nad Bohemians 1905, následně si však obnovil zranění kotníku. Do sestavy Baníku se navrátil na konci února 2023, ve zbytku sezóny se mu ale přestalo pod trenérem Pavlem Hapalem střelecky dařit a skóroval už jen jednou, a to při výhře 2:1 nad Teplicemi.
V podzimní části sezóny 2023/24 Almási paběrkoval, v 15 ligových zápasech vstřelil jedinou branku a v lednu 2024 dostal svolení vedení klubu k odchodu.
V únoru 2024 odešel na půlroční hostování s opcí do chorvatského Osijeku.

## Reprezentační kariéra
V dresu slovenské reprezentace Almási debutoval pod vedením Štefana Tarkoviče 8. října 2021 v kvalifikačním utkání na mistrovství světa proti Rusku, když v 79. minutě vystřídal Lukáše Haraslína. Po příchodu nového trenéra Francesca Calzony vypadl Almási z reprezentačního výběru.